# عشق، فقط عشق
عشق، فقط عشق (به هندی: Pyar Hi Pyar) فیلمی محصول سال ۱۹۶۹ و به کارگردانی باپی سونه است. در این فیلم بازیگرانی همچون درمندرا، ویجینتی مالا، پران، محمود علی، هلن، سلیم خان ایفای نقش کرده‌اند.